# Antão de Almada, 7.º conde de Avranches
Antão de Almada (1573 ou 1583 - Elvas, 17 de dezembro de 1644), 7.º conde de Avranches, 10.º senhor dos Lagares d'El-Rei, 5.º senhor de Pombalinho, comendador de dois terços de São Vicente de Vimioso na Ordem de Cristo e senhor de Reguengos de Aguiar. e também comendador de Fronteira na Ordem de Avis.
Foi um dos cinco principais aclamadores de D. João IV de Portugal e seu embaixador a Grã-Bretanha, onde obteve a aceitação do Reino de Portugal independente da governação da Dinastia Filipina, por parte da Inglaterra, conforme era o seu propósito.

## Biografia
A 13 de Fevereiro de 1597 recebe, de El-Rei Filipe I, uma Carta de mercê do Reguengo de Carnaxide que está no termo da Cidade de Lisboa.
Em Portugal é aceite como herói, tido como o grande impulsionador da Restauração da sua independência, foi o principal ou um dos principais "Quarenta Conjurados" ou "conjuradores" da nobreza que deram início a esse golpe de estado. E o seu nome e do seu filho varão constam, com ambas as presenças, no primeiro "Auto do Levantamento e Juramento d' El-Rei Dom João IV" (de fidelidade) realizado no dia 15 de Dezembro de 1640 e assim como no segundo, confirmando o anterior de forma mais solene , em 28 de Janeiro de 1641.
Depois foi designado para desempenhar uma das mais difíceis missões no estrangeiro, como embaixador a Inglaterra para que aceitassem o Reino de Portugal como independente. Partiu em 28 de Fevereiro de 1641, as suas credenciais só foram aceites em 7 de Abril, e conseguindo o que se pretendia em 29 de Janeiro de 1642.
Em Portugal fez parte do Conselho de Estado e da Guerra e teve como missão ser Governador das armas da Estremadura, em 1643, incluindo de Lisboa.
Foi deputado à Junta dos Três Estados representando a nobreza.

## Dados históricos

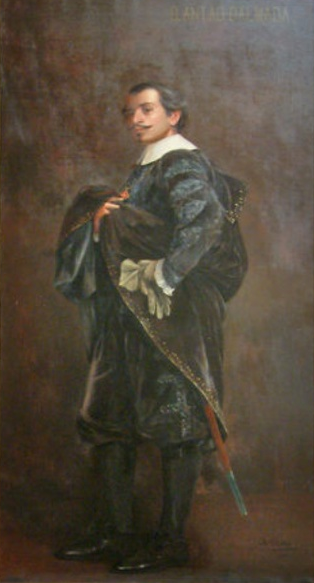
Antão de Almada, pintado por Artur de Melo, localizado no Museu Militar de Lisboa, enquanto um dos principais leaders da Conjura de 1640.

Foi líder do golpe de estado bem sucedido em 1 de Dezembro de 1640 que contra o governo castelhano, dito espanhol. Foram várias as reuniões secretas de apoio ao futuro João IV de Portugal, duque de Bragança, nomeadamente a última quatro dias antes dessa data, que se fizeram no seu palácio de S. Domingos, hoje conhecido precisamente por Palácio da Independência.
Assim como foi daí, desse palácio no Rossio, em Lisboa, onde se crê que se juntaram todos os que puderam nessa madrugada histórica, antes de seguirem para o Paço da Ribeira de-capitular a governação assumida por estrangeira que estava entregue ao considerado traidor Miguel de Vasconcelos e à duquesa de Mântua, sobrinha de Filipe III de Portugal ou Filipe IV de Espanha. Será um dos que subiram ao quarto da governante espanhola para a prender e, depois que o conseguiram, ficará à sua guarda.
Após tais acontecimentos foi o primeiro embaixador português dirigido à Grã-Bretanha. Onde conseguiu, com a ajuda da sua excelente equipe, um grande feito diplomático internacional para a altura que foi o de esse país, através da assinatura do seu rei Carlos I de Inglaterra, reconhecer Portugal como um Estado soberano, contra a poderosa e temida Espanha de então. Tanto mais que havia a consciência que isso podia agravar mais as grandes turbulências internas, jogos para conquista e mudança de poder, que já aí assolavam e que perigavam a corte britânica.
Regressou ao seu Reino de Portugal a 18 de Julho de 1642, após ter concluído aquele tratado de paz e comércio, assumindo pouco tempo depois o cargo de governador de Armas da Estremadura.
Como morreu cedo, em Dezembro de 1644, no cerco de Elvas. Apenas teve a infelicidade de não ver pelos seus próprios olhos afastado o perigo do reino de Portugal ser novamente conquistado pela dominação filipina, perigo real por estar a decorrer ainda a Guerra da Restauração entre as duas facções. A vitória portuguesa e patriota só aconteceu em 13 de Fevereiro de 1668.

## Toponímia
O seu nome pode ser identificado em vária toponímia local, nomeadamente na:
- Praça Dom Antão de Almada, freguesia do Laranjeiro, no concelho de Almada.[16]
- Rua Antão de Almada, na freguesia de Rio Tinto, no concelho de Gondomar.[17]
- Rua Dom Antão de Almada, na freguesia de Santa Justa, no concelho de Lisboa.[18][19]

## Dados genealógicos
Antão de Almada (10.º senhor dos Lagares d' El-Rei) (5.º senhor de Pombalinho (Soure). Morreu a 17 de Dezembro de 1644, sepultado na igreja do convento de S. Francisco de Elvas na sua nave.
Filho de Lourenço Soares de Almada (6.º Conde de Avranches) (9.º senhor dos Lagares d´El-Rei) (4.º senhor de Pombalinho) e de Francisca de Távora.
Sobrinho neto do jesuíta André de Almada, governador e reformador da Universidade de Coimbra, de quem foi um dos herdeiros.
Casou com (sua prima) Isabel da Silva, filha de Lucas de Portugal, mestre-de-sala, comendador de Fronteira e do prazo de Alvarinha), e de Antónia da Silva (filha de Antão Soares de Almada e Vicência de Castro). Está sepultada na Igreja de Nossa Senhora da Graça, em Lisboa.
Dessa união nasceram 18 filhos:
- Lourenço de Almada, que morreu na costa de França no naufrágio da Armada, em 1627, com 22[25] anos, sob o comando de Manuel de Meneses.[26]
- Luís de Almada, 11.º senhor dos Lagares d' El-Rei, 6.º senhor de Pombalinho, casado com Ana de Vilhena e Luísa de Menezes.
- André de Almada, religioso na Ordem de Cristo em Tomar.[25]
- Francisco Lourenço Vaz de Almada, capitão da infantaria nos Exércitos do Alentejo ms licenciado em teologia na Universidade de Coimbra.[27] Em 1644 foi feito prisioneiro na batalha do Montijo.[28] Nessa altura retoma estudos e tira Cânones.[29] Depois, seguindo as pisadas do seu tio-avô, foi sacerdote jesuíta (padre da Companhia de Jesus) trabalhando como professor de Prima de Teologia na Universidade de Coimbra e escrevendo algumas prosas místicas em latim.[30][31] Morreu em Roma, como assistente da sua Província, no ano de 1683.[32] Esteve numa embaixada a Inglaterra.[25]
- Manuel de Almada. Morreu em criança.
- Álvaro de Almada. Morreu em criança.
- Fernando de Almada. Morreu em criança.
- Antónia da Silva casada com Tristão da Cunha Ribeiro, senhor do morgado de Paio Pires e das Cachoeiras, filho de Luís da Cunha, senhor do dito morgado, e de Joana de Meneses, senhora do morgado das Cachoeiras. Pais de Matias da Cunha, governador-geral do Brasil[33].
- Luísa Maria da Silva, dama da rainha Luísa, casada com Diogo de Almeida, 2.º comendador de Santa Maria de Mesquitela, de São Salvador de Ribas de Basto e das Duas Igrejas, filho de Francisco de Almeida, comendador das mesmas comendas, governador e capitão general de Mazagão e de Ceuta.
- Catarina de Távora casada com António de Eça de Castro.
- Vicente de Almada. Morreu em criança.
- Lucas de Almada. Morreu em criança.
- João de Almada. Morreu em criança.
- Francisca da Silva. Morreu em criança.
- Maria da Silva. Morreu em criança.
- Vicência de Castro. Morreu em criança.
- Joana da Silva. Morreu em criança.
- Ana da Silva, freira

## Controvérsia
Segundo alguns, não terá sido conde de Avranches ou Abranches, tal como tinham sido seus antepassados, apesar de representar a varonia do último que há a certeza de ter usado o respectivo título nobiliárquico.